# 修筑新子州州墙及署衙记碑
修筑新子州州墙及署衙记碑（牛公碑），位于中国甘肃省宁县，为一个省级文物保护单位，类型为石窟寺及石刻。
修筑新子州州墙及署衙记碑的历史年代为五代（梁）。